# Li Jinhui
Li Jinhui ( en chino tradicional, 黎錦暉; pinyin, Lí Jǐnhuī ; 5 de septiembre de 1891 – 15 de febrero de 1967 aunque algunas fuentes sugieren que murió en 1968)  fue un compositor y letrista chino nacido en Xiangtan, Hunan, provincia de China, a finales de la dinastía Qing. Creó una nueva forma musical denominada shidaiqu después de la caída de la dinastía Qing, alejándose de las formas musicales establecidas. El gobierno nacionalista intentó prohibir la música de Li. Los críticos tildaron su música de "música amarilla", una forma de pornografía, debido a sus asociaciones sexuales y lo tildaron de "corruptor" de la moral pública.  Este tipo de música fue prohibida en China después de la Revolución Comunista China en 1949, y Li finalmente fue perseguido hasta la muerte, víctima de persecución política en 1967 durante el apogeo de la Revolución Cultural.

## Primeros años

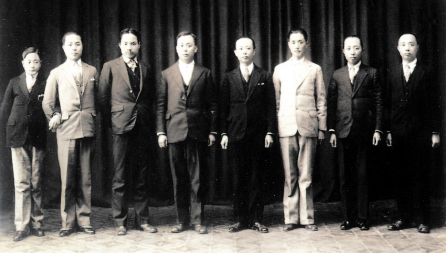
Los ocho hermanos Li en Pekín, 1930. De derecha a izquierda (de mayor a menor): Jinxi, Jinhui, Jinyao, Jinshu, Jinjiong, Jinming, Jinguang, Jinyang.

Nacido en el seno de una familia de eruditos en Xiangtan, Hunan, Li Jinhui era el segundo mayor de los famosos ocho hermanos Li. Su hermano mayor, Li Jinxi, fue lingüista y conocido de Mao Zedong, y su hermano menor, Chin Yang Lee (Li Jinyang), más tarde se convirtió en escritor en los Estados Unidos. 
Li creció estudiando los clásicos confucianos y asistiendo a escuelas de vanguardia como Shaoshan y Xiangtan.  Uno de los primeros instrumentos que estudió fue el guqin.
Durante su adolescencia, se sintió fascinado por la música tradicional china, que más tarde incorporó a su nuevo y revolucionario estilo musical. Ya como estudiante de la Escuela Normal Superior de Changsha, la aptitud musical de Li era evidente; el adolescente ejerció de músico, director de coro y profesor de música a tiempo parcial antes de graduarse en 1911.

## Carrera
Tras una breve estancia en Pekín como secretario de la nueva Asamblea Nacional entre 1911 y 1914, Li regresó a su Hunan natal para dirigir otros coros de estudiantes.  La floreciente carrera de Li comenzó de forma dramática. Escribió varias canciones políticas satíricas para un periódico de Changsha, pero una de ellas enfureció tanto a un caudillo local que el joven recibió una paliza por ella. 
En 1916, Li decidió regresar a Pekín, donde se involucró en el Movimiento por la Nueva Cultura, centrado en la Universidad de Pekín. Participó en el Movimiento del Cuatro de Mayo de 1919 En Pekín, también profundizó en sus dos pasiones de toda la vida: la pedagogía de la lengua y la música folclórica. Profesor de chino mandarín y de música, Li dedicó su tiempo a escribir libros de texto sobre la enseñanza eficaz de la lengua en el aula y a explorar muchos géneros musicales. Se inspiró en la ópera de tambores de flores de Hunan, que se representa sobre un monólogo teatral. Por ello, puede decirse que las primeras inspiraciones de la música popular china moderna proceden de estas formas regionales.
Como director de la división del Instituto de Promoción y Práctica de la Música de la Universidad de Pekín centrada en la música de Hunan, Li empezó a adaptar, transcribir e interpretar canciones populares chinas regionales para celebrar y llegar al pueblo llano chino.  Sin embargo, los esfuerzos de Li fueron rechazados por sus colegas porque no se centró en la música romántica europea, que estaba de moda en la época, ni en formas musicales tradicionales como la ópera kunqu. En su lugar, Li se centró en las canciones populares, consideradas «vulgares» y comunes.
En 1920, organizó la Compañía de Canto y Danza de la Luna Brillante, cuyo nombre derivó de la retórica del Movimiento por la Nueva Cultura; Li describió el objetivo de sus esfuerzos musicales declarando: «Levantamos la bandera de una “música para el pueblo llano”, como la luna brillante en el cielo, brillando por toda la tierra para que todo el pueblo la disfrute». Ese mismo año, también se convirtió en editor de la revista Common People's Weekly Magazine, al año siguiente pasó a ser editor de la Oficina del Libro de China y al siguiente fue ascendido a director del Instituto Nacional de Idiomas de Shanghai. 
También en 1922, Li empezó a editar la revista infantil Pequeño Amigo, que pronto se convirtió en la publicación periódica más vendida del país.En Pequeño Amigo, Li promovía actitudes antifeudalistas, el uso nacional del chino mandarín, los valores familiares, el compartir, la armonía con la naturaleza y la buena ciudadanía a través de canciones infantiles y óperas para niños. Las canciones se reducían a la melodía, se escribían en notación simplificada y fusionaban la instrumentación china con guitarras, violines y pianos. 

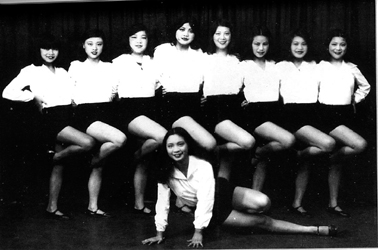
La Compañía de Canto y Danza de la Luna Brillante, con Wang Renmei al frente; década de 1930.

Aunque los primeros trabajos de Li son completamente inocentes y educativos en su contenido, aun así recibieron la desaprobación de algunos críticos a pesar de su inmensa popularidad. Esta resistencia puede deberse a la forma en que se interpretaron estas canciones. A partir de 1923, Li rompió el tabú de no permitir que las mujeres actuaran en el escenario cuando contrató a niñas para cantar y bailar en las producciones musicales de su escuela, incluidas El gorrión y el niño y El pequeño pintor. Aún más controvertida fue su decisión de permitir actuar a su propia hija, Li Minghui. Minghui creció hasta convertirse en cantante, actriz y estrella de cine infantil, pero también fue brutalmente criticada por sus actuaciones en público debido a la tradicional desconfianza hacia los artistas por considerarlos «burdos y vergonzosos».  En 1927 organizó la "Escuela de Danza China" (en chino tradicional, 中華歌舞學校; en chino simplificado, 中华歌舞学校; pinyin, Zhōnghuá gēwǔ xuéxiào ) y luego la "Compañía China de Canto y Danza" ( en chino tradicional, 中華歌舞團; en chino simplificado, 中华歌舞团; pinyin, Zhōnghuá gēwǔtuán).

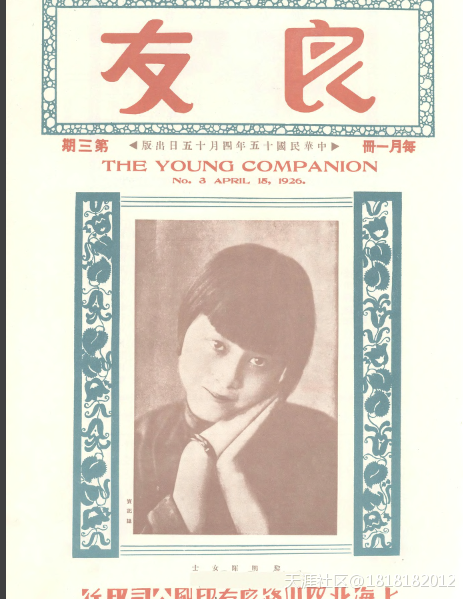
Li Minghui en la portada de la revista Liangyou, 1926.

Aunque Li se vio obligado a disolver el grupo Luna Brillante debido a la presión del Kuomintang (KMT) y a problemas financieros, creó la Escuela de Belleza para Chicas en 1928 para poder seguir trabajando con un grupo de sus alumnas. Tras una gira sin éxito económico con sus chicas, Li publicó un álbum muy popular titulado Canciones de amor familiar y más tarde lanzó Canciones patrióticas en 1932. Armado con el éxito de su primer álbum, Li reconstituyó la Compañía de Canto y Danza Luna Brillante en 1929 y realizó una gira por todo el país. La gira comenzó sobre todo como un apretón político debido al Ejército Nacional Revolucionario durante la Expedición del Norte. Mientras se encontraba en Singapur, fue cuando comenzaron sus composiciones de «canciones de la época». El estilo tenía cierta influencia occidental y llevó la música china hacia una nueva dirección. Esas canciones de la época, o sea contemporáneas, (en oposición a las antiguas y tradicionales) serían entonces etiquetadas como shidaiqu.
A medida que la radio se hizo más accesible, también lo hizo el jazz de Li, por el que recibió críticas despiadadas como «Música amarilla (o pornográfica)». Un crítico de 1934 dijo de Li que era «vulgar y depravado más allá de la esperanza de redención... [pero] tan popular como siempre». Su mayor fuente de influencia en el jazz provino del estadounidense Buck Clayton, quien trabajó con Li durante dos años. Clayton desempeñó un papel fundamental en la configuración de las partituras musicales escritas por Li. La revolucionaria música de jazz china de Li dominaba la escena nocturna y se interpretaba en cabarets, cafés y clubes nocturnos de todo el sudeste asiático. El propio Li dirigió la primera banda de jazz totalmente china, que tocaba en un lujoso club nocturno de Shanghái. Las canciones de Li solían ser interpretadas por distintas «compañías de canto y baile» compuestas por cantantes femeninas y músicos masculinos, muchos de los cuales habían formado parte de los grupos anteriores de Li. Entre las estrellas que saltaron a la fama gracias a los esfuerzos de Li se encontraban Wang Renmei, Nie Er y Zhou Xuan.  Zhou Xuan más tarde se convertiría en una de las siete grandes estrellas cantantes de la República de China.
En 1931, la compañía de Li se fusionó con la Lianhua Film Company. Li empezó a componer música para películas como «Romance en el salón de baile», una de las primeras películas sonoras musicales chinas.  La música de Li empezó a asociarse con el marketing urbano de masas de la imagen femenina y con la obsesión por el estrellato y el comercialismo. En 1934, el movimiento musical y de estrellas que él inició progresaba sin él. En 1949 fue compositor del Shanghai Animation Film Studio. Li siguió componiendo música el resto de su vida, aunque acabaría pagando cara su fama. Clasificado como fundador de la Música Amarilla por el Partido Comunista Chino (PCCh), fue víctima de persecución política durante la Revolución Cultural. 

## Vida personal

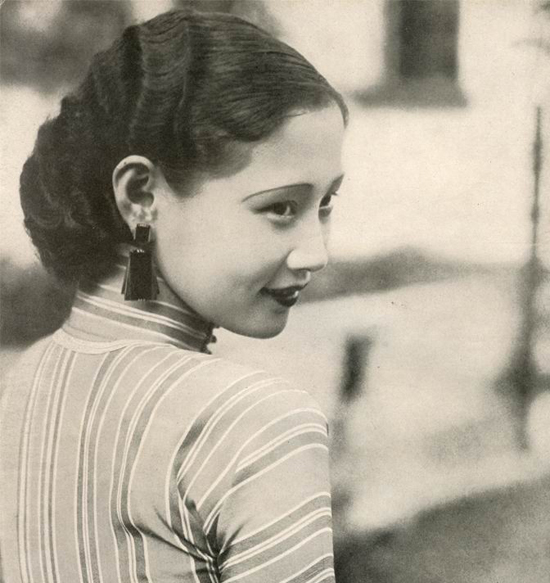
La esposa de Li, Xu Lai.

En 1930, Li se casó con Xu Lai, miembro de la Compañía de la Luna Brillante, con quien tuvo una hija llamada Xiaofeng. En 1933, Xu Lai se convirtió en estrella de cine en la Mingxing Film Company. Su matrimonio se rompió tras la repentina muerte de Xiaofeng en 1935, y la pareja se divorció en noviembre de ese año. Li quedó destrozado por la pérdida de su hija y esposa. Fue un divorcio conflictivo y pidió una compensación a Xu Lai por la inversión que había hecho en su formación. Xu se casó más tarde con el general del Kuomintang Tang Shengming y trabajó como agente secreta del Juntong durante la segunda guerra sino-japonesa.
Li Jinhui había tenido otra hija, Li Minghui (1909-2003), de un matrimonio anterior. Fue una destacada cantante pop de China e intérprete de las canciones escritas por su padre.
Li también apadrinó a Qian Zhenzhen, hija de Qian Zhuangfei, un conocido agente secreto del partido comunista chino. Cambió su nombre por el de Li Lili, y se convirtió en una de las actrices chinas más famosas de la década de 1930.

## Legado
Aunque fue una figura controvertida en su época, Li Jinhui contribuyó con cientos de canciones a la comunidad musical publicadas por muchas de las principales compañías discográficas, como Great China, Pathé-EMI y RCA-Victor. También descubrió y catapultó al estrellato a algunos de los artistas y actrices más famosos de Shanghái entre finales de la década de 1920 y 1940. Durante su vida, los críticos se burlaron de su obra, tildándola de «música amarilla» por sus asociaciones sexuales. Su obra se tachaba de pornográfica y sólo era aceptada por grupos selectos. Su movimiento musical llamado shidaiqu crecería más tarde hasta convertirse en el fenómeno del cantopop y el mandopop, que se convirtieron en el principal género musical de Hong Kong y Taiwán respectivamente en el siglo XX.

## Trabajos destacados
- Putao xianzi (葡萄仙子 El hada de las uvas) 1923/1927 ópera infantil.
- San hudie (Tres mariposas), 1926 ópera infantil.
- Maque yu xiaohai (La urraca y el niño), 1927 ópera infantil.